# Champagne Showers
«Champagne Showers» es una canción interpretada por el dúo estadounidense de EDM/electro hop LMFAO, junto con la participación de la cantante inglesa Natalia Kills. Fue lanzado como el segundo sencillo del álbum Sorry for Party Rocking (2011).

## Vídeo musical

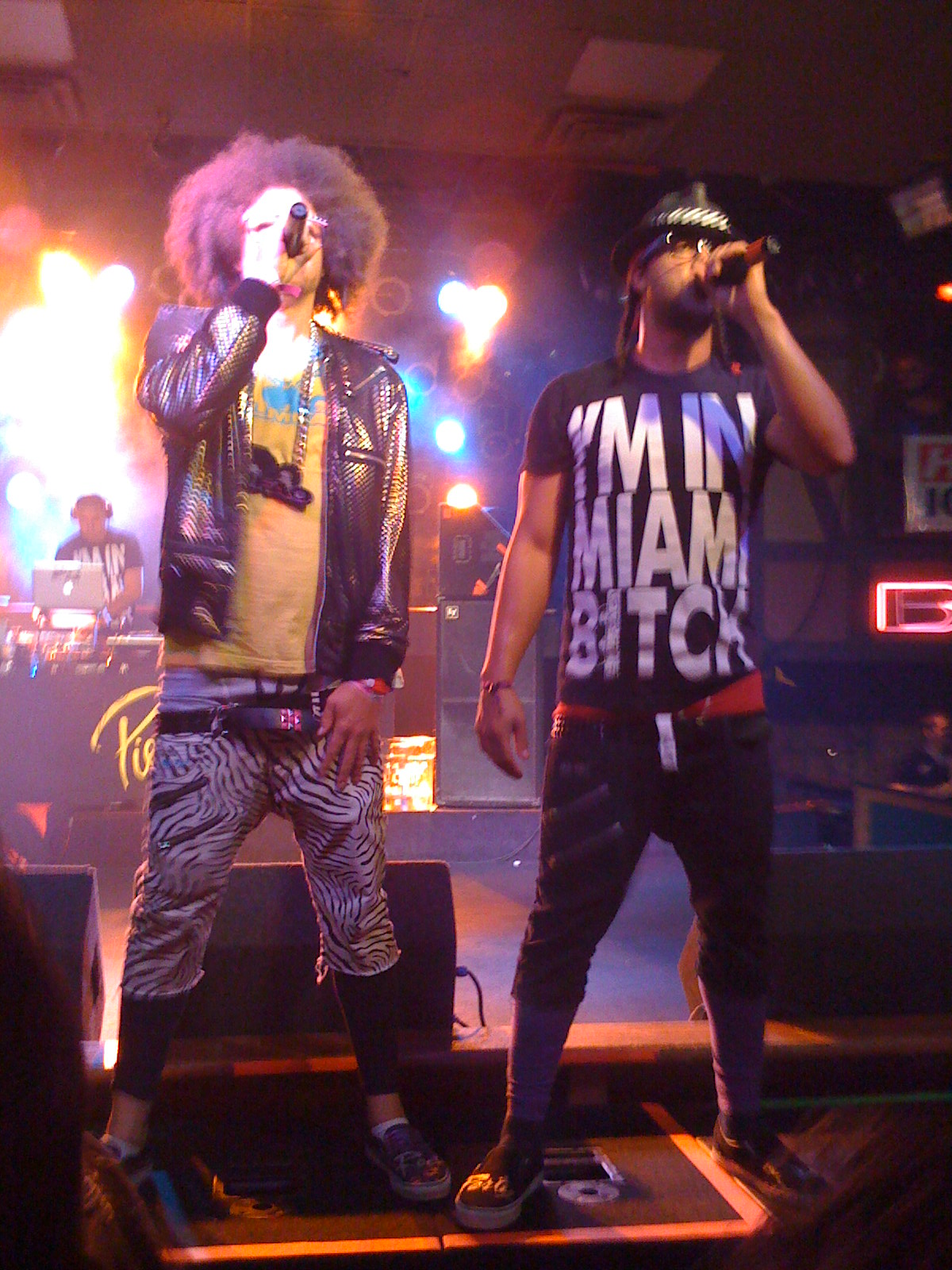
Redfoo y Sky Blu

El vídeo musical fue subido a YouTube el día 8 de junio de 2011. Cronológicamente es la continuación del vídeo musical de su sencillo Party Rock Anthem esta vez emulando la película Blade en lugar de 28 Days Later.
"One week has passed since Redfoo and Sky Blu have become shuffling zombies. Little do they know, there are still true dangers that lurk in this world. In search of the ultimate shuffling party, they now travel from dusk til dawn."
El vídeo comienza con la frase "Una semana ha pasado desde que Redfoo y Sky Blu se convirtieron en shuffling zombies. Sin embargo, no saben que aún hay cosas peligrosas que acechan en este mundo. En búsqueda de la mejor fiesta de shuffling ahora ellos viajan desde el amanecer hasta el anochecer". Haciendo referencia al película dirigida por Robert Rodriguez y escrita por Quentin Tarantino, From Dusk Til Dawn.

## Crítica
Robert Copsey de Digital Spy califico la pista con 2 de 5 estrellas, diciendo: "Durante nuestra reciente entrevista con LMFAO", el dueto tío-sobrino, no sólo describió su nuevo sencillo como "la canción de fiesta definitiva", sino que también insistió en que "cambiaría la manera en que la gente ve la champagne".

## Formatos y canciones
Descarga digital
1. "Champagne Showers" (featuring Natalia Kills) – 4:24
2. "Champagne Showers" (featuring Natalia Kills) [radio edit] – 3:58

Descarga digital (Remixes)
1. "Champagne Showers" (Sidney Samson Remix) – 5:34
2. "Champagne Showers" (Quintino Remix) – 6:00
3. "Champagne Showers" (EC Twins & Remy Le Duc Remix) – 4:20
4. "Champagne Showers" (Dimitri Vegas & Like Mike Tomorrowland Remix) – 4:38
5. "Champagne Showers" (Final DJs Remix) – 4:36
6. "Champagne Showers" (R3hab remix) – 4:48

## Posicionamiento y certificaciones
| Alemania (Media Control AG)                 | 41 |
| Australia (Australian Singles Chart)        | 9  |
| Australia (ARIA Dance Chart)                | 1  |
| Austria (Ö3 Austria Top 40)                 | 18 |
| Bélgica (Flandes) (Ultratop 50)             | 23 |
| Bélgica (Valonia) (Ultratip Bubbling Under) | 32 |
| Canadá (Hot 100)                            | 53 |
| Francia (SNEP)                              | 12 |
| Eslovaquia (Rádio Top 100)                  | 29 |
| Escocia (Scottish Singles Sales Chart)      | 28 |
| Estados Unidos (Hot Dance Club Songs)       | 4  |
| Irlanda (IRMA)                              | 15 |
| Nueva Zelanda (Recorded Music NZ)           | 8  |
| Países Bajos (Single Top 100)               | 81 |
| Reino Unido (UK Singles Chart)              | 32 |
| Reino Unido (UK Dance Chart)                | 9  |
| Suiza (Schweizer Hitparade)                 | 73 |

| País      | Proveedor    | Certificación |
| --------- | ------------ | ------------- |
| Australia | ARIA         | 3x Platino    |
| Canadá    | Music Canada | Oro           |
| Suiza     | IFPI (Suiza) | Oro           |

## Historial de lanzamientos
| Región      | Fecha               | Etiqueta           | Formato          |
| ----------- | ------------------- | ------------------ | ---------------- |
| Australia   | 27 de mayo de 2011  | Interscope Records | Descarga digital |
| Reino Unido | 27 de mayo de 2011  | Interscope Records | Descarga digital |
| India       | 22 de julio de 2011 | Interscope Records | Digital Remixes  |